# Lawrence Paterson
Lawrence Paterson är en brittisk trummis som har spelat i banden Metalhead, Shadow Keep och The Warning. Han har varit Cozy Powells och Black Sabbaths trumtekniker. Den 7 november 2007 blev han officiell trummis åt Blaze Bayley. Blaze Bayleys band har haft stora problem med avhopp, och deras tidigare trummis hoppade av efter endast 2 månader. Lawrence Paterson kommer att medverka på Blaze Bayleys kommande studioalbum.

## Biografi
Lawrence började att spela trummor i femtonsåldern i sin hemstad Blenheim, Nya Zeeland. Han hade varit både sångare och gitarrist i flera olika lokala band innan, men insåg snart att hans bästa chans att slå igenom som musiker var bakom trumsetet. Han är influerad av band som AC/DC, Iron Maiden, Motörhead, Black Sabbath, Judas Priest och många mer.
Lawrence och en vän gick med i flera olika band innan de tillsammans flyttade till staden Christchurch för att satsa helt på musiken. De startade bandet Destroyer som inte nådde några större framgångar.
Han gick med i bandet Talon som släppte några demos innan de splittrades och Lawrence flyttade till England där han deltog i publikarbetet runt Castle Donington 1988. Han spelade med många olika band, de flesta var han med som sessionsspelare. Han arbetade hårt och fick till slut jobb som trumtekninker åt Cozy Powell och Black Sabbath.
Parallellt med jobbet som trumtekniker så spelade han också i sitt band ShadowKeep. Det blev inga skivsläpp med ShadowKeep och de splittrades efter några demosläpp. 1991 ersattes Cozy Powell av Vinny Appice och Lawrences arbete med Black Sabbath upphörde. Han jobbade med mindre kända band under hela 90-talet innan han drog sig tillbaka 1995. Han trummade inte speciellt seriöst under ett par år, men under nästan hela 2000-talet så har han spelat med Speed Metal-bandet Chokehold.
I juni 2007 bestämde sig Paterson för att börja trumma i ett band igen, så han gick på flera banduttagningar. I september fick han en chans att gå med i Blaze Bayleys soloband. Han första uppträdande med bandet gjordes på Sweden Rock Cruise. Rico Banderra hade officiellt ännu inte lämnat bandet så Lawrence presenterades aldrig för publiken. Den 7 november 2007 blev det dock klart att han är en fullvärdig medlem och han ska också spela trummor på det kommande albumet.